# Erica andevalensis
Erica andevalensis é uma espécie de planta com flor pertencente à família Ericaceae. 
A autoridade científica da espécie é Cabezudo & Rivera, tendo sido publicada em Lagascalia 9(2): 224. 1980.

## Portugal
Trata-se de uma espécie presente no território português, nomeadamente em Portugal Continental.
Em termos de naturalidade é endémica da Península Ibérica.

## Protecção
Não se encontra protegida por legislação portuguesa ou da Comunidade Europeia.